# Renzo Zorzi
Renzo Zorzi (12 de dezembro de 1946 – 15 de maio de 2015) foi um automobilista italiano.
Não conseguiu obter grandes resultados na Fórmula 1, além de um sexto lugar no GP do Brasil de 1977. Correu 3 temporadas pelas equipes Williams e Shadow.
Ele é mais conhecido por ter sido um dos protagonistas de um dos mais trágicos acidentes da história da Formula 1: no GP da África do Sul, seu carro teve uma pane no motor gerando um princípio de incêndio que o obrigou a pará-lo em uma área de escape do autódromo. Dois fiscais atravessaram a pista para conter as chamas, sendo que um deles foi atingido em cheio pelo carro de Tom Pryce (companheiro de Zorzi na Shadow). Um dos fiscais escapou de ser atingido (Hans-Joachim Stuck desviou no reflexo), mas Jansen Van Vuuren, o outro fiscal, não teve a mesma sorte e, atropelado pelo carro de Pryce, morreu instantaneamente, tendo o corpo despedaçado, e seu extintor de incêndio que este carregava atingiu em cheio a cabeça do galês.
O impacto do extintor foi tão forte que arrancou o capacete e provocou afundamento craniano, também causando morte instantânea em Pryce. Em seguida, o carro seguiu desgovernado, atingiu o Ligier de Jacques Laffite e bateram os dois juntos na mureta de proteção no final da reta dos boxes.
Zorzi encerrou a carreira nos monopostos na Aurora AFX F1 series, uma espécie de "segunda divisão" da F-1, pilotando um Arrows. Ainda pilotou nos 1 000 km de Monza e Mugello em 1985, até se aposentar por completo das corridas.
Já aposentado, Zorzi trabalhou como instrutor de pilotagem no autódromo de Binetto, na região de Bari. Com a saúde prejudicada há algum tempo, o ex-piloto faleceu aos 68 anos.